# Грасслендс (национальный парк)
Национальный парк Грасслендс (англ. Grasslands National Park, фр. Parc national des Prairies) — национальный парк Канады, расположенный на юго-западе канадской провинции Саскачеван, около границы с США. Парк создан в 1981 году для охраны естественной природы Канадских прерий.

## География
Парк разделен на две части: западный и восточный блоки. Основу западного блока составляет долина реки Френчмен. Тающие ледники создали здесь своеобразные каналы с крутыми склонами. Восточный блок представляет собой каменистый бедленд. Его не затронули тающие ледники и в результате эрозии, продолжающейся 60 тысяч лет, можно наблюдать такие геологические формации, как Bearpaw (en), Eastend, Whitemud, Frenchman and Ravenscrag.

## История
Люди присутствовали в этой местности более 10 000 лет. На территории парка обнаруживаются древние следы их присутствия: остатки вигвамов индейцев (в основном в виде каменных колец на земле) и наконечники стрел. В основном племена следовали за стадами бизонов и присутствовали сезонно. В последнее время на этой земле охотились равнинные кри, сиу, черноногие, ассинибойны, гровантры.
В 1876 году вождь Сидящий Бык вместе со своими последователями скрывался здесь после битвы при Литтл-Бигхорн.
К 1880-м годам поселения европейцев в Канаде продвинулись далеко на запад, местность покинули бизоны, а вместе с ними и племена индейцев. В 1908 году было разрешено выдавать королевские земли потенциальным фермерам. Большие ранчо, которые существовали до этого, были частично поделены на небольшие фермерские участки, огороженные изгородями.

### Создание парка
Ещё в 1950-х годах появились предложения о создании парка. В октябре 1963 года национальное историческое сообщество Саскачевана настаивало на создании парка. Внутренний меморандум был подписан правительствами Канады и провинции в 1975 году. По меморандуму была создана независимая общественная комиссия, целью которой было определить степень поддержки общественностью организации парка в регионе. Комиссия подтвердила высокую поддержку идеи создания парка.
19 июня 1981 года Канада и Саскачеван подписали соглашение о создании парка. После этого агентство Парки Канады купило два ранчо общей площадью 140 км² в районе реки Френчмен. Дальнейшее приобретение участков застопорилось из-за условий соглашений по нефтяной и газовой разведке в регионе. При поддержке ряда неправительственных организаций в 1988 году было достигнуто новое соглашение между федеральным и провинциальным правительствами, после чего продолжилось развитие парка. Было решено сделать парк в двух частях общей площадью около 900 км². В настоящее время выкуплено 55 % земли.

## Флора и фауна

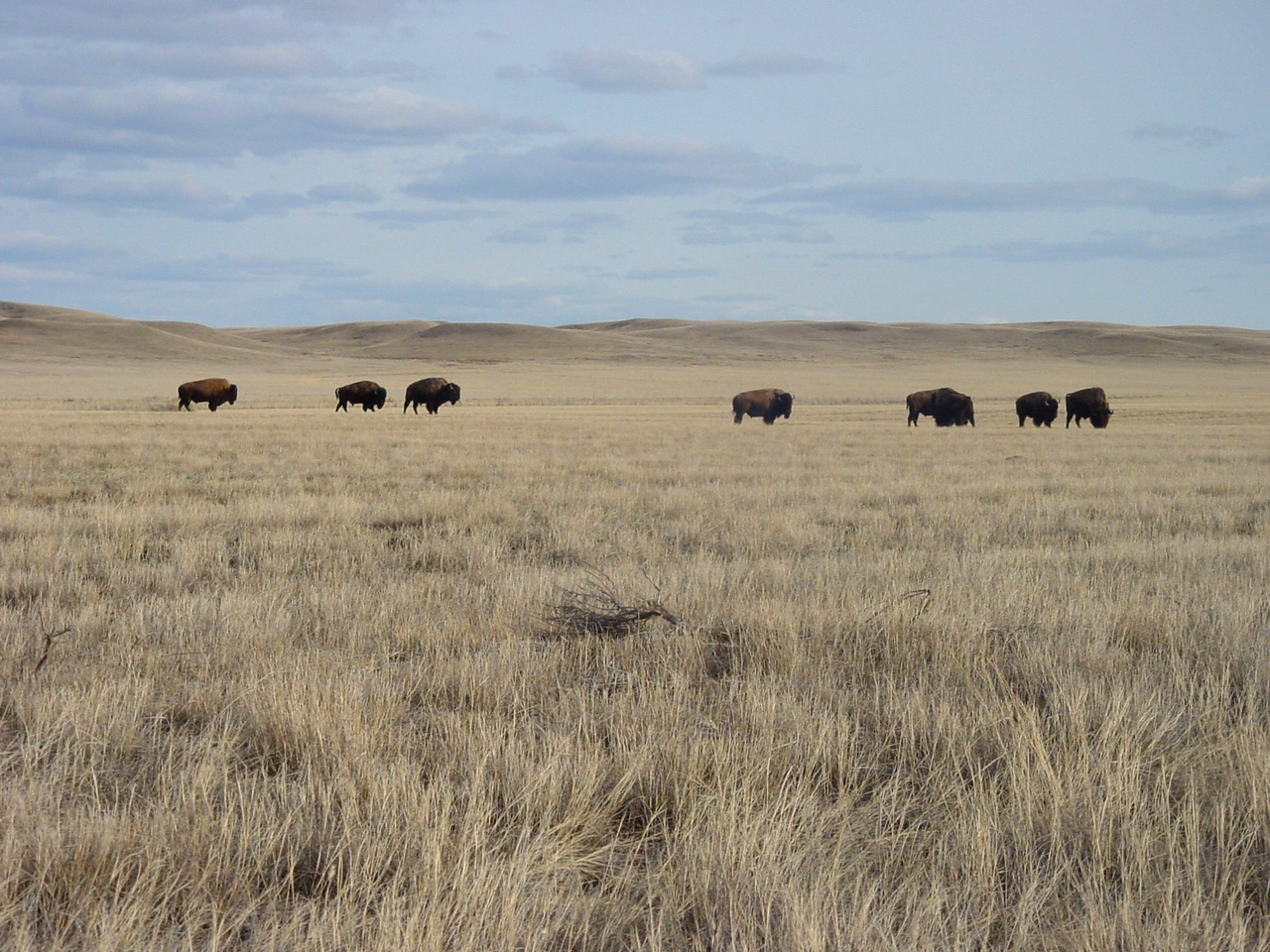
Бизоны, пасущиеся в национальном парке Грасслендс

За последнее столетие в связи с наступлением человека на прерии, их обитатели оказались на грани исчезновения на территории Канады. Животный мир национального парка включает такие виды, как вилорог, шалфейный тетерев, кроличий сыч, королевский канюк (Buteo regalis), зелёный гремучник и жабовидная ящерица Phrynosoma hernandesi. Чернохвостые луговые собачки в естественной среде обитания в Канаде сохранились только на территории парка.

### Равнинный бизон
В декабре 2005 года из национального парка Элк-Айленд в Альберте было доставлено стадо равнинных бизонов. Стадо состояло из 60 особей: по 30 особей мужского и женского пола. Это были первые бизоны в этой местности за последние 150 лет. Уже в 2006 году появилось первое потомство, а в сентябре 2009 года поголовье насчитывало около 150 особей. По плану развития парка планируется увеличить поголовье до 350 особей. После этого будет принято решение о дальнейшем увеличении стада, или о фиксировании его размеров, если ресурсы парка не смогут поддерживать такое количество бизонов. В случае появления дополнительных особей, они будут переданы по запросу.